# Снайдер, Эдди
Эдвард Абрахам Снайдер (22 февраля 1919 — 10 марта 2011) — американский композитор. Снайдеру приписывают соавторство с английскими текстами и музыкой для хита Фрэнка Синатры 1966 года «Strangers in The Night».
Снайдер родился в Нью-Йорке 22 февраля 1919 года. Он изучал фортепиано в Джульярдской школе, прежде чем устроиться на работу в качестве автора песен в Брилл-Билдинг.